# Joseph Gayetty
Joseph C. Gayetty (c. 1817-1827 - c. 1890) fue un inventor estadounidense al que se le atribuye la invención del papel higiénico comercial. Fue el primero y siguió siendo uno de los pocos papeles higiénicos comerciales de 1857 a 1890 que permanecieron en uso común hasta la invención del papel higiénico sin astillas en 1935 por Northern Tissue Company.

## Biografía
Los orígenes de Joseph C. Gayetty siguen siendo algo oscuros. El primer registro con su nombre es el censo de Estados Unidos de 1850 que registra que nació en 1817 en Massachusetts. En 1850 vivía en la ciudad de Nueva York, se había casado con Margaret Louisa Bogart y tenía dos hijos pequeños, y ese año estaba trabajando en una taberna. Diez años más tarde, en el censo de 1860, Gayetty había comenzado su negocio de papel higiénico y figuraba en la industria del papel medicado. En ese momento, él y su esposa tenían 5 hijos, un sirviente personal y una modesta propiedad personal valorada en $1000. En el censo de 1860, sin embargo, informa que nació en 1827 en Pensilvania. Registros adicionales no han podido aclarar su fecha de nacimiento o lugar de nacimiento exactos. Además, no se ha localizado la fecha y el lugar de la muerte de Gayetty. Gayetty y su esposa tuvieron una hija y cuatro hijos. Su hijo menor, Henry K. Gayetty, se hizo cargo del negocio de su padre y controlaba las marcas registradas y las licencias en 1891 cuando se cuestionó la propiedad de la marca registrada.

## Invención del papel higiénico
Joseph C. Gayetty comercializó por primera vez papel higiénico el 8 de diciembre de 1857. Cada hoja de papel de cáñamo de Manila puro  tenía la marca de agua JC Gayetty N Y. El producto original contenía aloe como lubricante y se comercializó como un producto médico contra las hemorroides.
Gayetty fue atacado como charlatan por al menos una sociedad médica. Sin embargo su anuncio del mismo año llamó a su producto "La mayor necesidad de la época" y advirtió sobre los peligros de usar papeles entintados tóxicos en partes sensibles del cuerpo. Un anuncio diferente también impreso en 1859, dice que su negocio estaba ubicado en 41 Ann Street y vendía 1,000 hojas por un dólar.
El nombre y el producto de Gayetty estuvieron involucrados en una demanda que se presentó en 1891, cuando BT Hoogland's Sons distribuidores de papel higiénico presentaron una demanda contra Gayetty Paper Company específicamente Harry K. Gayetty por infracción de marca registrada. El reclamo de BT Hoogland and Son era que tenían derecho al uso del nombre Gayetty debido a una deuda impaga. Un documento fechado el 5 de diciembre de 1866 supuestamente fue entregado a un acreedor en lugar de una deuda de $25 y posteriormente vendido a BT Hoogland (sénior) por un dólar. Sin embargo, el 1 de enero de 1866, JC Gayetty había firmado un contrato de diez años por el derecho exclusivo de vender y vender en su nombre con Demas Barnes and Company, que había obtenido un derecho de autor sobre el producto el 27 de octubre de 1891, la demanda fue desestimada en 1894 pero se presentó otra demanda. BT Hoogland's Sons luego demandó para evitar que Harry K. Gayetty y Diamond Mills Paper Company usaran el nombre de Gayetty, y en este caso tuvieron éxito. Harry Gayetty apeló pero perdió en la Corte de Apelaciones. Finalmente, en julio de 1900 la Corte Suprema de Nueva York prohibió permanentemente a Diamond Mills Paper Company y a Harry K. Gayetty que no usaran el nombre en etiquetas de productos de papel similares.
En 1900 un anuncio muestra que los Hijos de Nueva York de BT Hoogland estaban distribuyendo el "Papel Medicado De Gayetty" con marca de agua y dando crédito a la invención del papel en 1857 por Joseph C. Gayetty quien fue su Inventor. Casi el mismo anuncio se publicó en inglés en 1907 y el producto siguió comercializándose hasta la década de 1920.